# Lijst van rijksmonumenten in Uithuizermeeden
De plaats Uithuizermeeden telt 17 inschrijvingen in het rijksmonumentenregister. Hieronder een overzicht.
| Object                                                                          | Oorspronkelijke functie?  | Bouwjaar                                                                                      | Architect                                       | Locatie             | Coördinaten?                  | Nr.?   | Afbeelding                                                                                  |
| ------------------------------------------------------------------------------- | ------------------------- | --------------------------------------------------------------------------------------------- | ----------------------------------------------- | ------------------- | ----------------------------- | ------ | ------------------------------------------------------------------------------------------- |
| Goliath                                                                         | Industrie- en poldermolen | 1897 1949 (herst.) 1971 (rest.)                                                               | J. Klippus U. Holman (1949) Bremer (1971)       | Goliathspad 1-3     | 53° 26' 50" NB, 6° 47' 4" OL  | 21311  | Meer afbeeldingen                                                                           |
| Kwelderlust                                                                     | Boerderij                 |                                                                                               |                                                 | Dwarsweg 34         | 53° 26' 31" NB, 6° 44' 28" OL | 21312  | Meer afbeeldingen                                                                           |
| Voorm. sarrieshut                                                               | Woonhuis                  |                                                                                               |                                                 | Hoofdstraat 124     | 53° 24' 43" NB, 6° 43' 14" OL | 21313  | Meer afbeeldingen                                                                           |
| Pand onder omgaand zadeldak met vier kleine hoekschoorstenen                    | Woonhuis                  | 1800-1850                                                                                     |                                                 | Hoofdstraat 128     | 53° 24' 43" NB, 6° 43' 15" OL | 21314  | Meer afbeeldingen                                                                           |
| Hervormde kerk en toren (Mariakerk)                                             | Kerk en kerkonderdeel     | midden 13e eeuw (schip) 16e eeuw (koor) 1705 (dwarsarmen) 1717-'26 (toren) 1897 (herb. toren) | A. Meijer (1717-'26) O. de Leeuw Wieland (1897) | Torenstraat 26      | 53° 24' 30" NB, 6° 42' 36" OL | 21315  | Meer afbeeldingen                                                                           |
| Blokvormig pand met volledige verdieping onder schilddak met hoekschoorstenen   | Werk-woonhuis             | 19e eeuw 1864 (herb. schuur)                                                                  |                                                 | Torenstraat 29      | 53° 24' 31" NB, 6° 42' 37" OL | 21316  | Meer afbeeldingen                                                                           |
| Zaalvormig gebouw onder zadeldak                                                | Opslag                    | 1805                                                                                          |                                                 | Torenstraat 33      | 53° 24' 31" NB, 6° 42' 39" OL | 21317  | Meer afbeeldingen                                                                           |
| Pand onder schilddak                                                            | Woonhuis                  | 19e eeuw                                                                                      |                                                 | Torenstraat 72-74   | 53° 24' 38" NB, 6° 42' 44" OL | 21318  | Meer afbeeldingen                                                                           |
| Pand met twee woningen onder zadeldak tussen topgevel                           | Woonhuis                  | 19e eeuw                                                                                      |                                                 | Torenstraat 76-78   | 53° 24' 39" NB, 6° 42' 44" OL | 21319  | Meer afbeeldingen                                                                           |
| Villaboerderij met voorhuis in eclectische stijl, schuur, bijschuur en stookhok | Boerderij                 | 1898 (schuur) ca. 1920 (huidige vorm)                                                         |                                                 | Hefswalsterweg 47   | 53° 25' 26" NB, 6° 42' 28" OL | 515285 | Meer afbeeldingen                                                                           |
| Arbeiderswoning van het krimpentype                                             | Bedrijfs-,fabriekswoning  | ca. 1920                                                                                      |                                                 | Hefswalsterweg 45   | 53° 25' 28" NB, 6° 42' 30" OL | 515286 | Upload foto                                                                                 |
| Rensumaborg, huis                                                               | Kasteel, buitenplaats     | 1623 (eerste vermelding) 1700 (verb.) 1758 (renov.) 1850-1875 (verb.) 1974-'77 (rest.)        | P.L. de Vrieze (1977)                           | Rensumalaan 3       | 53° 24' 55" NB, 6° 42' 51" OL | 515613 | Meer afbeeldingen                                                                           |
| Rensumaborg, park                                                               | Tuin, park en plantsoen   | 18e eeuw of ouder (structuur) 1850-1875 (herinr.)                                             |                                                 | bij Rensumalaan 3   | 53° 24' 59" NB, 6° 43' 1" OL  | 515614 | Meer afbeeldingen                                                                           |
| Rensumaborg, schathuis                                                          | Bijgebouwen kastelen enz. | oorspr. 17e eeuw ca. 1760 (uitbr.) 19e eeuw (bepleistering)                                   |                                                 | bij Rensumalaan 3   | 53° 24' 55" NB, 6° 42' 52" OL | 515625 | Meer afbeeldingen                                                                           |
| Rensumaborg, brug en hek                                                        | Tuin, park en plantsoen   | 1700 1950-2000 (renov./rest.)                                                                 |                                                 | bij Rensumalaan 3   | 53° 24' 54" NB, 6° 42' 51" OL | 515626 | Meer afbeeldingen                                                                           |
| Uitwateringssluis                                                               | Waterkering en -doorlaat  | 1876 1932 (verb.) 1950-1959 (verb.)                                                           |                                                 | bij Goliathspad 1-3 | 53° 26' 52" NB, 6° 47' 6" OL  | 527124 | Uitwateringssluis                                                                           |
| Voorm. waterschapshuis annex sluiswachterswoning (na 1882: molenaarswoning)     | Dienstwoning              | 1876                                                                                          |                                                 | bij Goliathspad 1-3 | 53° 26' 49" NB, 6° 47' 7" OL  | 527125 | Waterschapshuis Voorm. waterschapshuis annex sluiswachterswoning (na 1882: molenaarswoning) |